# Perehinka
Perehinka (ukr. Перегінка) – wieś na Ukrainie, w obwodzie chmielnickim, w rejonie chmielnickim, w hromadzie Rozsosza. W 2015 liczyła 636 mieszkańców, spośród których 630 wskazało jako ojczysty język ukraiński, 3 rosyjski, a 2 inny.